# Tiazole
El tiazole, o 1,3-tiazole, és un compost heterocíclic que conté sofre i nitrogen; el terme "tiazole" també es refereix a una gran família de derivats. El tiazole és un líquid de color groc pàl·lid amb una olor similar a la piridina i té per fórmula molecular C₃H₃NS. L'anell de tiazole destaca per ser un component de la vitamina tiamina (B1).

## Estructura molecular i electrònica
Els tiazoles són membres del grup de composts heterocíclics anomenat azoles, que inclouen imidazoles i oxazoles. El tiazole també pot ser considerat com un grup funcional.
L'anell de tiazole és pla, donat que els tiazoles són compostos aromàtics, i es caracteritzen per una deslocalització d'electrons pi més gran que els oxazoles corresponents.

## Síntesi
Hi ha diversos mètodes de laboratori per a la síntesi orgànica de tiazoles:
- La síntesi de tiazole de Hantzsch (1889): és una reacció entre halocetones i tioamides.[2] Un altre exemple,[3] es mostra a sota:

- En una adaptació de la síntesi de Robinson-Gabriel, 2-acilaminocetones reaccionen amb pentasulfur de fòsfor.
- En la síntesi Cook-Heilbron, una α-aminonitril reacciona amb sulfur de carboni.

- Certs tiazoles es fan per la reacció de Herz.

## Reactivitat general
La reactivitat del tiazole es pot resumir com:
- La desprotonació en C2.

El 2-(trimetilsilil)tiazol (amb un grup trimetilsilil en la posició 2) reacciona amb una varietat d'electròfils, com els aldehíds, halurs d'acil, i cetena.
- La substitució electròfila aromàtica en C5 requereix grups d'activació com el grup metil en aquesta bromació:

- La substitució nucleòfila aromàtica en C2 sovint requereix grups electròfugs o grups sortints com el clor de l'exemple:

- L'oxidació orgànica del nitrogen dona el N-òxid de tiazole.[5]

- Els tiazoles poden reaccionar en reaccions de cicloaddició[6]

## Usos
El tiazole es fa servir com material de partida per a la producció de fungicides, productes farmacèutics i colorants. Per exemple, formen part de la vitamina B1, la penicil·lina, l'epotilona (nova classe de fàrmacs antitumorals), luciferina, clometiazol i altres.